# Ширяївська селищна рада
Ширя́ївська се́лищна ра́да — орган місцевого самоврядування Ширяївської селищної громади в Ширяївському районі Одеської області.

## Склад ради
Рада складається з 26 депутатів та голови.
- Голова ради: Шаповалова Юлія Станіславівна
- Секретар ради:

### Керівний склад попередніх скликань
| Прізвище, ім'я, по батькові   | Основні відомості                                                                                               | Дата обрання | Дата звільнення |
| ----------------------------- | --- | ------------ | --------------- |
| Марченко Леонід Михайлович    | Селищний голова, 1951 року народження, член Соціалістичної партії України                                       | 26.03.2006   | 16.02.2010      |
| Мординський Микола Петрович   | Селищний голова, 1956 року народження, освіта вища                                                              | 31.10.2010   | 25.10.2015      |
| Шаповалова Юлія Станіславівна | Селищний голова, 1956 року народження, освіта вища, безпартійна, від партії Блок Петра Порошенка «Солідарність» | 25.10.2015   |                 |

Примітка: таблиця складена за даними сайту Верховної Ради України та ЦВК

### Депутати VII скликання
За результатами місцевих виборів 2015 року:
- Кількісний склад ради: 26
- Кількість обраних: 25
- Кількість мандатів, що залишаються вакантними: 1

#### За суб'єктами висування
| Суб'єкт висування                                       | Кількість обраних депутатів | %     |
| ------------------------------------------------------- | --------------------------- | ----- |
| Самовисування                                           | 12                          | 48.00 |
| Політична партія Всеукраїнське об'єднання «Батьківщина» | 9                           | 36.00 |
| Партія Блок Петра Порошенка «Солідарність»              | 3                           | 12.00 |
| Політична партія «Опозиційний блок»                     | 1                           | 4.00  |

#### За округами
| № округу | Прізвище, ім'я, по батькові                   | Ким висунуто                                            | Дата нар.                                     | Освіта                                        | Партійна приналежність                                        | Відомості                                                                                                   |
| -------- | --------------------------------------------- | ------------------------------------------------------- | --------------------------------------------- | --------------------------------------------- | ------------------------------------------------------------- | --- |
| 1        | Горох Наталія Олександрівна                   | Самовисування                                           | 12.10.1967                                    | професійно-технічна                           | безпартійна                                                   | Ширяївська центральна районна лікарня, медсестра                                                            |
| 2        | Призначено повторне голосування на 15.11.2015 | Призначено повторне голосування на 15.11.2015           | Призначено повторне голосування на 15.11.2015 | Призначено повторне голосування на 15.11.2015 | Призначено повторне голосування на 15.11.2015                 | Призначено повторне голосування на 15.11.2015                                                               |
| 3        | Довгополенко Євген Леонідович                 | Самовисування                                           | 02.03.1968                                    | професійно-технічна                           | безпартійний                                                  | пенсіонер                                                                                                   |
| 4        | Задорожна Ніна Іванівна                       | Самовисування                                           | 17.01.1968                                    | вища                                          | безпартійна                                                   | Ширяївська РДА, заступник начальника- начальник відділу доходів фінансового управління                      |
| 5        | Толкаченко Ольга Іванівна                     | Самовисування                                           | 31.10.1964                                    | загальна середня                              | безпартійна                                                   | Ширяївський ДНЗ "Сонечко", вихователь                                                                       |
| 6        | Норенко Олександр Олександрович               | політична партія Всеукраїнське об’єднання "Батьківщина" | 01.12.1985                                    | вища                                          | член політичної партії Всеукраїнське об’єднання "Батьківщина" | Ширяївська РДЛВМ, лікар-бактеріолог                                                                         |
| 7        | Якіменко Анатолій Дмитрович                   | політична партія Всеукраїнське об’єднання "Батьківщина" | 10.11.1953                                    | професійно-технічна                           | член політичної партії Всеукраїнське об’єднання "Батьківщина" | Ширяївська селищна рада, наглядач центрального кладовища                                                    |
| 8        | Шерен Олександр Федорович                     | ПАРТІЯ "БЛОК ПЕТРА ПОРОШЕНКА "СОЛІДАРНІСТЬ"             | 19.01.1968                                    | вища                                          | член ПАРТІЇ "БЛОК ПЕТРА ПОРОШЕНКА "СОЛІДАРНІСТЬ"              | пенсіонер                                                                                                   |
| 9        | Шлапак Віталій Миколайович                    | Самовисування                                           | 08.05.1987                                    | вища                                          | безпартійний                                                  | Ширяївська РДА, начальник відділу комунікації з громадськістю                                               |
| 10       | Шелест Іван Адольфович                        | ПАРТІЯ "БЛОК ПЕТРА ПОРОШЕНКА "СОЛІДАРНІСТЬ"             | 07.11.1976                                    | вища                                          | член ПАРТІЇ "БЛОК ПЕТРА ПОРОШЕНКА "СОЛІДАРНІСТЬ"              | Ширяївська ДЮСШ, заступник директора                                                                        |
| 11       | Недіна Лариса Андріївна                       | ПАРТІЯ "БЛОК ПЕТРА ПОРОШЕНКА "СОЛІДАРНІСТЬ"             | 03.03.1967                                    | вища                                          | безпартійна                                                   | Ширяївський НВК "Олімп", вчитель                                                                            |
| 12       | Данілов Михайло Федорович                     | політична партія Всеукраїнське об’єднання "Батьківщина" | 07.11.1963                                    | вища                                          | член політичної партії Всеукраїнське об’єднання "Батьківщина" | Ширяївський РСТ, інженер з охорони праці                                                                    |
| 13       | Муренець Світлана Євгенівна                   | Самовисування                                           | 17.12.1970                                    | вища                                          | безпартійна                                                   | тимчасово не працює                                                                                         |
| 14       | Штембуляк Олександр Федорович                 | політична партія Всеукраїнське об’єднання "Батьківщина" | 14.09.1970                                    | загальна середня                              | член політичної партії Всеукраїнське об’єднання "Батьківщина" | підприємець                                                                                                 |
| 15       | Зубар Валентина Павлівна                      | політична партія Всеукраїнське об’єднання "Батьківщина" | 07.02.1961                                    | вища                                          | член політичної партії Всеукраїнське об’єднання "Батьківщина" | Ширяївське РСТ, головний бухгалтер                                                                          |
| 16       | Войтова Наталія Семенівна                     | політична партія Всеукраїнське об’єднання "Батьківщина" | 13.11.1964                                    | вища                                          | член політичної партії Всеукраїнське об’єднання "Батьківщина" | підприємець                                                                                                 |
| 17       | Вдовиченко Надія Олексіївна                   | Самовисування                                           | 09.06.1959                                    | професійно-технічна                           | безпартійна                                                   | підприємець                                                                                                 |
| 18       | Штембуляк Світлана Іванівна                   | політична партія Всеукраїнське об’єднання "Батьківщина" | 03.06.1977                                    | вища                                          | член політичної партії Всеукраїнське об’єднання "Батьківщина" | підприємець                                                                                                 |
| 19       | Невріна Тетяна Андріївна                      | Самовисування                                           | 30.11.1962                                    | вища                                          | член Аграрної партії України                                  | Ширяївський НВК "Олімп", заступник директора                                                                |
| 20       | Войтенко Оксана Василівна                     | політична партія Всеукраїнське об’єднання "Батьківщина" | 28.07.1971                                    | професійно-технічна                           | член політичної партії Всеукраїнське об’єднання "Батьківщина" | підприємець                                                                                                 |
| 21       | Реп’єва Тамара Геннадіївна                    | Самовисування                                           | 05.12.1975                                    | вища                                          | безпартійна                                                   | Ширяївське Держземагентство, заступник начальника відділу-завідувач сектору державно де земельного кадастру |
| 22       | Собко Лариса Миколаївна                       | Самовисування                                           | 03.07.1972                                    | вища                                          | безпартійна                                                   | Ширяївська селищна рада, секретар                                                                           |
| 23       | Васильєва Світлана Вікторівна                 | політична партія Всеукраїнське об’єднання "Батьківщина" | 09.08.1981                                    | вища                                          | член політичної партії Всеукраїнське об’єднання "Батьківщина" | підприємець                                                                                                 |
| 24       | Сидорук Галина Іванівна                       | Самовисування                                           | 17.01.1978                                    | вища                                          | безпартійна                                                   | тимчасово не працює, тимчасово не працюєє                                                                   |
| 25       | Коваль Віктор Захарович                       | Самовисування                                           | 10.07.1964                                    | загальна середня                              | безпартійний                                                  | підприємець                                                                                                 |
| 26       | Пєхтєрова Алла Сергіївна                      | Політична Партія "Опозиційний блок"                     | 10.07.1964                                    | загальна середня                              | безпартійна                                                   | Тимчасово не працює                                                                                         |

### Депутати VI скликання
За результатами місцевих виборів 2010 року депутатами ради стали:

#### За суб'єктами висування
| Суб'єкт висування                                       | Кількість обраних депутатів | %    |
| ------------------------------------------------------- | --------------------------- | ---- |
| Народна партія                                          | 7                           | 23,3 |
| Партія регіонів                                         | 7                           | 23,3 |
| Політична партія Всеукраїнське об'єднання «Батьківщина» | 7                           | 23,3 |
| Самовисування                                           | 5                           | 16,7 |
| Партія «Родина»                                         | 2                           | 6,7  |
| Партія Пенсіонерів України                              | 1                           | 3,3  |
| Політична партія «За Україну!»                          | 1                           | 3,3  |

#### За округами
| № округу                                                | Прізвище, ім'я, по батькові        | Дата визнання обраним | Освіта             | Партійна приналежність                        | Відомості про обраного депутата                          |
| ------------------------------------------------------- | ---------------------------------- | --------------------- | ------------------ | --------------------------------------------- | -------------------------------------------------------- |
| Народна Партія                                          |                                    |                       |                    |                                               |                                                          |
| 8                                                       | Загороднюк Сергій Вікторович       | 02.11.2010            | вища               | член Народної партії                          | приватний підприємець                                    |
| 10                                                      | Барладян Олена Анатоліївна         | 02.11.2010            | вища               | позапартійна                                  | Ширяївський лісгосп, інженер                             |
| 15                                                      | Василик Тетяна Іванівна            | 02.11.2010            | вища               | позапартійна                                  | Державна екологічна інспекція, інспектор                 |
| 16                                                      | Музика Володимир Павлович          | 02.11.2010            | вища               | член Народної партії                          | пенсіонер                                                |
| 22                                                      | Матющенко Микола Іванович          | 02.11.2010            | середня спеціальна | член Народної партії                          | ТОВ «Батьківщина», головний інженер                      |
| 25                                                      | Філюк Раїса Йосипівна              | 02.11.2010            | вища               | член Народної партії                          | ТОВ «Батьківщина», бухгалтер                             |
| 30                                                      | Антонюк Валентин Федорович         | 02.11.2010            | середня            | позапартійний                                 | ТОВ «Батьківщина», зав. тваринним господарством          |
| Партія Пенсіонерів України                              |                                    |                       |                    |                                               |                                                          |
| 20                                                      | Густов Микола Миколайович          | 02.11.2010            | середня            | член Партії пенсіонерів України               | пенсіонер                                                |
| Партія регіонів                                         |                                    |                       |                    |                                               |                                                          |
| 1                                                       | Ничипорчук Світлана Савелівна      | 02.11.2010            | середня спеціальна | позапартійна                                  | тимчасово не працює                                      |
| 6                                                       | Черевко Павло Павлович             | 02.11.2010            | вища               | позапартійний                                 | тимчасово не працює                                      |
| 11                                                      | Чабанюк Парасковія Семенівна       | 02.11.2010            | вища               | член Партії регіонів                          | Ширяївський ринок                                        |
| 12                                                      | Павлюченко Володимир Олександрович | 02.11.2010            | вища               | позапартійний                                 | РДА, спеціаліст                                          |
| 19                                                      | Невріна Тетяна Андріївна           | 02.11.2010            | вища               | позапартійна                                  | навчально-виховний комплекс «Олімп», заступник директора |
| 23                                                      | Мурінець Світлана Євгенівна        | 02.11.2010            | вища               | позапартійна                                  | тимчасово не працює                                      |
| 27                                                      | Толкаченко Ольга Іванівна          | 02.11.2010            | середня спеціальна | позапартійна                                  | Ширяївський дитячий садок, вихователь                    |
| Партія «РОДИНА»                                         |                                    |                       |                    |                                               |                                                          |
| 3                                                       | Білоус Олена Ігорівна              | 02.11.2010            | вища               | член Партії «РОДИНА»                          | Ширяївська селищна рада, головний бухгалтер              |
| 28                                                      | Ніколаєнко Олександр Анатолійович  | 02.11.2010            | вища               | член Партії «РОДИНА»                          | ПСП «Альбіна»                                            |
| Політична партія Всеукраїнське об'єднання «Батьківщина» |                                    |                       |                    |                                               |                                                          |
| 4                                                       | Гойман Володимир Іванович          | 02.11.2010            | вища               | член Всеукраїнського об'єднання «Батьківщина» | пенсіонер                                                |
| 9                                                       | Норенко Євгеній Олександрович      | 02.11.2010            | вища               | член Всеукраїнського об'єднання «Батьківщина» | Ширяївська РССТ                                          |
| 13                                                      | Ніколаєнко Валентина Петрівна      | 02.11.2010            | вища               | член Всеукраїнського об'єднання «Батьківщина» | пенсіонер                                                |
| 14                                                      | Міщанінець Світлана Сергіївна      | 02.11.2010            | вища               | член Всеукраїнського об'єднання «Батьківщина» | спілка екол. товариств, головний економіст               |
| 17                                                      | Данілов Михайло Федорович          | 02.11.2010            | середня спеціальна | член Всеукраїнського об'єднання «Батьківщина» | тимчасово не працює                                      |
| 18                                                      | Гавенко Ірина Андріївна            | 02.11.2010            | вища               | позапартійна                                  | тимчасово не працює                                      |
| 26                                                      | Зубар Валентина Павлівна           | 02.11.2010            | середня спеціальна | член Всеукраїнського об'єднання «Батьківщина» | райспоживспілка, головний бухгалтер                      |
| Політична партія «За Україну!»                          |                                    |                       |                    |                                               |                                                          |
| 29                                                      | Молчанюк Ігор Іванович             | 02.11.2010            | вища               | член Політичної партії «За Україну!»          | приватний підприємець                                    |
| Самовисування                                           |                                    |                       |                    |                                               |                                                          |
| 2                                                       | Собко Лариса Миколаївна            | 02.11.2010            | вища               | позапартійна                                  | селищна рада, секретар                                   |
| 5                                                       | Якименко Анатолій Дмитрович        | 02.11.2010            | середня спеціальна | позапартійний                                 | ККП, цегляр                                              |
| 7                                                       | Трушина Тамара Валентинівна        | 02.11.2010            | вища               | позапартійна                                  | Ширяївська ЦРЛ, терапевт                                 |
| 21                                                      | Каневський Володимир Володимирович | 02.11.2010            | вища               | позапартійний                                 | редакція «Промінь», кореспонтент                         |
| 24                                                      | Рудич Ірина Сергіївна              | 02.11.2010            | вища               | позапартійна                                  | управління юстиції, заступник начальника                 |